# خورن هاروتیونیان
خورن هوهانسی هاروتیونیان (ارمنی: Խորեն Հովհաննեսի Հարությունյան؛  ۲۴ ژوئیهٔ ۱۸۹۱ – ۲۲ مهٔ ۱۹۵۲) یک بازیگر اهل ارمنستان بود. وی بین سال‌های ۱۹۱۱ تا ۱۹۵۲ میلادی فعالیت می‌کرد.

## زندگی‌نامه
وی در ۵ اوت [سبک قدیمی: ۲۴ ژوئیه] ۱۸۹۱ در آخالکالاک به دنیا آمد . وی همچنین در خانه مردمی زوبالاشویلی فعالیت کرده است. وی همچنین برندهٔ جوایزی همچون هنرمند افتخاری آذربایجان شوروی (۱۹۴۰) و هنرمند مردمی آذربایجان شوروی (۱۹۴۳) شده‌است. وی در ۲۲ مهٔ ۱۹۵۲ در سن ۶۰ سالگی در استپاناکرت درگذشت.

## یادداشت
1. ↑  Ադրբեջանական ԽՍՀ վաստակավոր արտիստ
2. ↑  Ադրբեջանական ԽՍՀ ժողովրդական արտիստ